# 台湾有事就是日本有事
台湾有事就是日本有事（日语：台湾有事は日本有事／たいわんゆうじはにっぽんゆうじ，羅馬化：Taiwan yūji wa Nippon yūji，也译为“台湾有事即日本有事”、“台湾有事等同日本有事”），简称“台湾有事”论，是日本前內閣總理大臣安倍晋三于2021年12月1日提出的论述，認為台湾海峡的安全局势与日本息息相关。

## 背景
2021年3月，日本防衛大臣岸信夫与美國國防部長勞合·奧斯丁进行「日美安全保障協議委員會」，會後聯合聲明提及「台灣海峽的和平與穩定重要性」。3月21日，日本共同社报道，美国方面在会谈中“將台灣突發狀況作為談話議題”。岸信夫“認為自衛隊與美軍共同協防台灣的議題，在日後有必要深度探討”。
2021年4月16日，日本首相菅义伟和美国总统拜登在白宮舉行高峰會，会后發布共同声明中提及「我們強調台灣海峽和平穩定的重要性，鼓勵和平解決兩岸議題」，是自1969年后首次在两国共同声明当中提到台湾问题。2021年4月17日，日本国会“日华议员恳谈会”会长古屋圭司在推特发布日本台灣交流協會代表泉裕泰陽明山官邸入口处的日本国旗照片。自1972年与中国大陆建交后，日本一直没有在驻台机构悬挂国旗，直至2021年。根据古屋圭司的说法，该协会开始悬挂国旗是为了表明日本已经不再顾忌中国大陆，将与台湾等民主国家和地区一起对抗中国大陆。2021年4月17日，日本防卫大臣岸信夫搭機抵达離台湾最近的日本領土与那国岛眺望台湾。
2021年7月5日，日本副首相兼财务大臣麻生太郎在东京发表讲话，称台湾问题不仅仅是中国内政，“台湾一旦出现重大问题”（台湾で大きな問題が起きると，有媒体将其略称为“台湾有事”）对于日本来说是危及日本存亡的“存立危機事態”，有可能行使受限的集体自卫权，在这种情况下，日本及美国必须共同保卫台湾。
2021年9月8日上午，日本防卫副大臣中山泰秀与自民党外交部会会长佐藤正久線上参与台湾智库国策研究院的座谈会。中山泰秀称“日本和台湾不是朋友，是兄弟，是家人，日本把台海和平当作自己的事”；佐藤正久则表示，日本政府碍于政治敏感性表面上无法正式对外宣称 “台湾有事就是日本有事”，但日美台三方均知道台湾无法独自抵抗中国大陆的进攻，“只要日本国内有共识，当台湾有事时，日本就会和美国共同协防台湾，维护台海和平稳定。”

## 正式提出

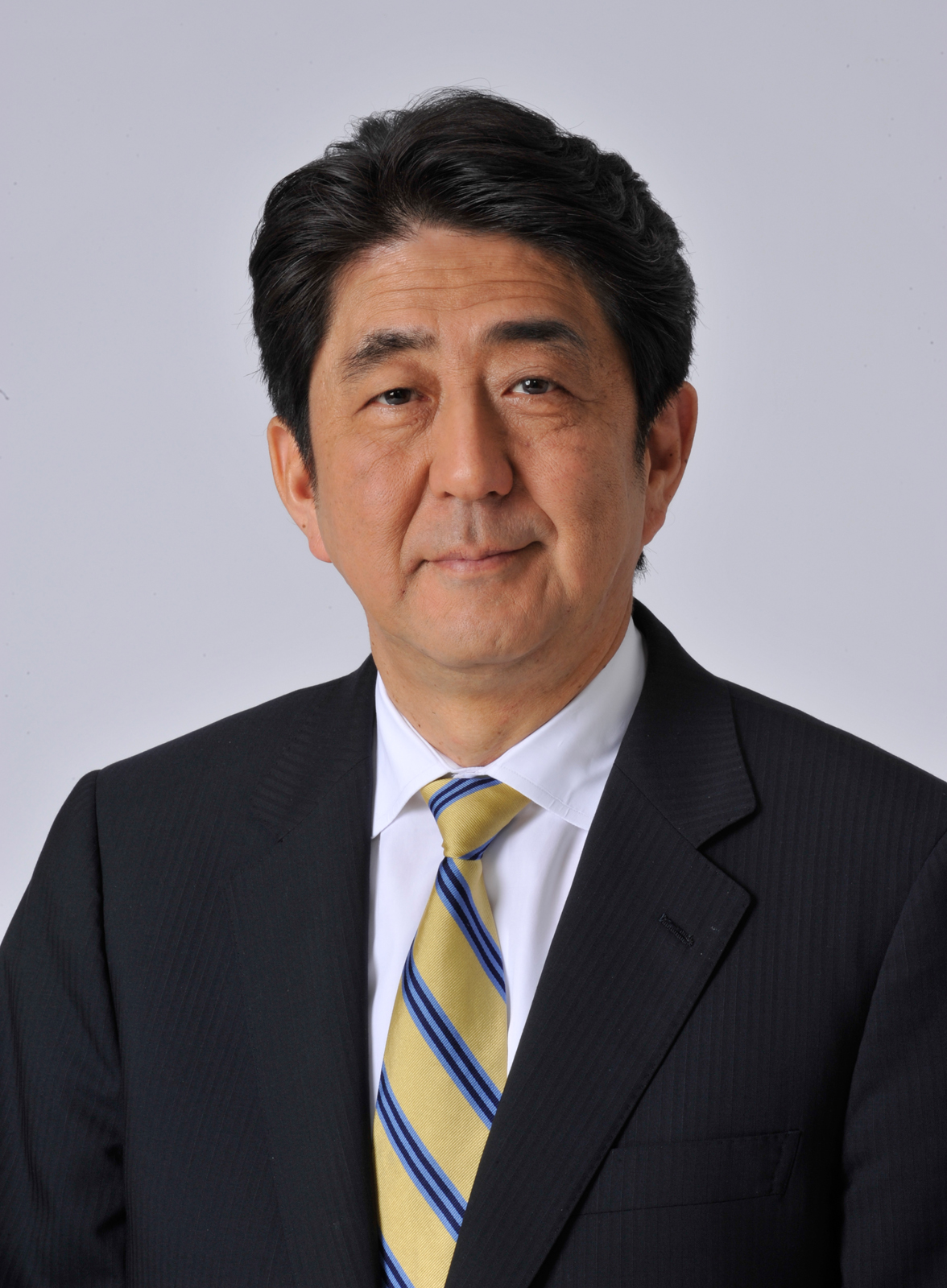
「台灣有事」論提出者——日本前內閣總理大臣安倍晋三。

2021年12月1日，日本前首相安倍晋三透過網路視訊参加台湾智库组织国策研究院举行的座谈会，并做《新时代的日台关系》主题演讲。安倍晋三在演讲中指出中国大陆军费在过去的30年间增长42倍，已经比日本高出4倍，而且未来仍将增加。在谈及台湾问题时，称“台湾有事即日本有事，也就是日美同盟有事”（台湾有事は日本有事であり、日米同盟の有事でもある），称中国大陆若武装入侵台湾，将对日本本土构成严重威胁。
“有事”一词在汉语与日语中含义有所不同，汉语中泛指發生某項事件、意外或是產生某種問題，日语中指的發生戰爭、天災等重大災難或嚴重事件。安倍晋三这一言论是威胁，如果中国大陆在台海發動戰爭，等於將日本、甚至美日同盟一齊引入戰爭狀態。

## 初期反应
2021年12月1日，中华人民共和国外交部发言人汪文斌在例行记者会上，对安倍晋三的相关言论做出回应，他指出日本曾对台湾殖民统治长达半个世纪，“犯下了罄竹难书的罪行”，警告“任何人都不要低估中国人民捍卫国家主权和领土完整的坚强决心、坚定意志、强大能力”，也不要“重走军国主义老路”。
2021年12月1日晚，中华人民共和国外交部部长助理华春莹紧急约见日本驻华大使垂秀夫，就安倍晋三的错误言论提出严正交涉。华春莹指安倍晋三就台湾问题发表的言论为“极端错误言论”，指责他“粗暴干涉中国内政，公然挑衅中国主权，悍然为‘台独’势力撑腰”，严重违反国际关系基本准则和中日四个政治文件原则。华春莹还指出作为曾经发动侵华战争，对中国人民犯下滔天罪行的日本，没有资格和权利就台湾问题说三道四。警告日方不要玩火自焚。垂秀夫则当场反驳，称日本政府没有义务对已经离职的人士的发言做出解释，中方应该理解日本国内对台湾问题有各种看法，无法接受中方单方面的主张。
2021年12月2日，日本内阁官房长官松野博一对中方约见日本驻华大使一事表态，称不同意中方的处理方式，因安倍晋三已不再是政府官员，日本政府不便对其言论发表评论。
2021年12月2日，中共中央台湾工作办公室发言人马晓光应询表示，安倍晋三“罔顾事实、颠倒黑白”，是对世界反法西斯战争成果、二战后国际秩序的挑战；国际社会应警惕安倍晋三在历史问题、涉台问题上的表现。

## 分析评论
新加坡《联合早报》刊文分析称，安倍的言论反应了日本国内的变化，早在2021年7月时任日本副首相兼财务相麻生太郎便曾发布过类似言论，《2021日本防卫白皮书》也有写入台海局势的稳定对日本的“安全保障和国际社会的稳定相当重要”的内容。该文还认为安倍的演讲时为了应对新任首相岸田文雄将林芳正任命为外相对对安倍路线的挑衅，是在警告岸田文雄。
中央人民广播电台军事观察员梁永春分析认为，安倍晋三的言论反映出他根深蒂固的右翼价值观，将会对中日关系造成进一步的损害。安倍晋三的外祖父岸信介是二战的甲级战犯，在家族因素深度影响下，安倍晋三的历史观、价值观带有日本军国主义色彩。安倍晋三演讲中表现出的对中国大陆的敌视和对台湾的觊觎，都是其真实想法，他在任时不便直说而已。
上海国际战略问题研究会会员周生升分析认为，安倍晋三之發表与其担任首相时反差极大的言论，除了与其卸任首相、不再代表日本政府有关外，还受到三个因素的影响：美国反华政策下的日美联动；“台湾有事”论不仅是日本右翼的想法，代表了日本国内一批具有专业素养的国际问题专家的思考；“台湾有事”论关乎安倍个人的政治前途。
2022年9月3日，台灣教授協會舉辦民主防衛與國防安全實體研討會，日媒《產經新聞》台北支局長矢板明夫以「後安倍時代的台海局勢」為題發表演講。中華民國國家安全會議秘書長顧立雄指出安倍晉三所說「台灣有事，就是日本有事」似乎沒有在日本形成明確政治意涵，询问矢板明夫该言论到底是感情用語還是日本政策基礎，同時要如何在日本推動這樣的政策。矢板回應称安倍发表这一言论时他也十分驚訝，“這種說法有些像是醉酒後的言談”，這樣的政策並沒有具體化。矢板認為安倍當時只是提出一個大框架，未來會有許多法律及政策開始推動。
2023年3月24日，東亞情勢研究會在台北主辦「台灣與日本－建構世界和平共同體」座談會，臺北駐日經濟文化代表處代表謝長廷受邀出席致詞、演講。謝長廷在演講中指出，安倍晉三所说的「台灣有事，日本有事」，已從概念變成發生的事實，也因此，台灣和日本均在增加國防預算、增加軍備。

## 后续关注
2023年4月24日，在日本众议院决算行政监视委员会会议上，外务大臣林芳正被在野党立憲民主党议员原口一博问及“台湾有事是不是日本有事”时，回应称知道有这个言论，但“代表日本政府，（我）对此不予置评”，表示日本政府的一贯立场为“期待通过和平对话解决问题”。
2023年4月28日，中华人民共和国驻日本大使吴江浩在日本记者俱乐部发表演讲，称“台湾有事就是日本有事”的说法既荒谬又危险，台湾问题是中国核心利益，是不可逾越的红线；不承诺放弃使用武力是对“台独”分裂势力的根本震慑；一边纵容支持“台独”，一边大谈台海和平稳定，实质上是要中国吞下国家主权遭分割的苦果。把纯属中国内政的事务同日本的安全保障扯在一起，逻辑不通，遗害无穷。2023年5月1日，中華民國外交部針對吳江浩發言发表声明，称「台灣有事等同日本有事」是“再清楚簡單不過的事實”，反應了台日對於“中國威脅擴張的高度關切”，吳江浩的發言“罔顧事實、顛倒是非、蓄意恐嚇台灣及日本”。
2024年5月9日，候任中华民国总统赖清德表示，期望在宣誓就职后加强台湾与日本的合作，强调“台湾有事，就是日本有事；日本有事，也是台湾有事”。中华人民共和国外交部发言人林剑表示，赖清德的言论“再次暴露其底层逻辑是媚日卖台、‘挟洋谋独’，再次提醒世人‘台独’和外部势力干涉是台海和平稳定的最大破坏因素”。
2024年12月，日本外务大臣岩屋毅接受凤凰卫视专访，表示他个人不喜欢“台湾有事”这个说法，表明日本始终坚守中日共同声明的精神，理解并尊重中方的立场，但也认为“有事”这种以武力单方面改变现状的情况绝对不应发生，中国大陆与台湾之间的争端需通过对话和平解决，台湾必须“无事”。
2025年3月7日，中国共产党中央外事工作委员会办公室主任兼外交部长王毅回答中外记者提问时，批评日本一些人“与台独势力暗通款曲”，并警告上述人士“与其鼓吹‘台湾有事，日本有事’，不如谨记，借台湾生事就是给日本找事”。
2025年4月1日，针对中国人民解放军在台湾周边举行的军演，日本內閣官房長官林芳正表示，日本政府高度关注中国人民解放军的演习动态，也向中方传达日本的关切；台湾海峡和平稳定对包括日本在内的国际社会极为重要；中华人民共和国近年在台湾周边的军事行动频繁，日本政府在日本周边海域及空域加强警戒与监视，做好万全准备。中华人民共和国外交部发言人郭嘉昆回应称，演习是对台独分裂势力的严正警告，属于中国内政，具有充足的正当性、合法性，反对日本干涉内政的行为，同时敦促作为台湾前宗主国的日本在世界反法西斯战争胜利80周年之际更加谨言慎行、深刻反省。
2025年5月5日，日本前經濟產業大臣西村康稔率团访问台湾，获中华民国总统赖清德接见。西村康稔表示，许多欧洲国家也关心亚太局势，因为亚太地区的安全稳定关乎全球安全，因此也可以说“台湾有事，等于世界有事”；为了维护台海和平稳定，理念相同的国家和同盟国必须紧密合作。

## 备注
1. ↑  “中日四个政治文件”为外交术语，指中日两国实现邦交正常化以来，双方已签署四个政治文件。分别是1972年恢复邦交时发表的《中日联合声明》、1978年两国签署的《中日和平友好条约》、1998年双方发表《中日联合宣言》及2008年两国发表的《中日关于全面推进战略互惠关系的联合声明》。